# Cima della Trosa
Cima della Trosa är en bergstopp i Schweiz.   Den ligger i distriktet Vallemaggia och kantonen Ticino, i den sydöstra delen av landet, 130 km sydost om huvudstaden Bern. Toppen på Cima della Trosa är 1 869 meter över havet, eller 215 meter över den omgivande terrängen. Bredden vid basen är 1,2 km.
Terrängen runt Cima della Trosa är bergig åt nordväst, men åt sydost är den kuperad. Närmaste större samhälle är Minusio, 4,1 km sydost om Cima della Trosa. 
Runt Cima della Trosa är det ganska tätbefolkat, med 192 invånare per kvadratkilometer.